# Estela d'Ikhernofret

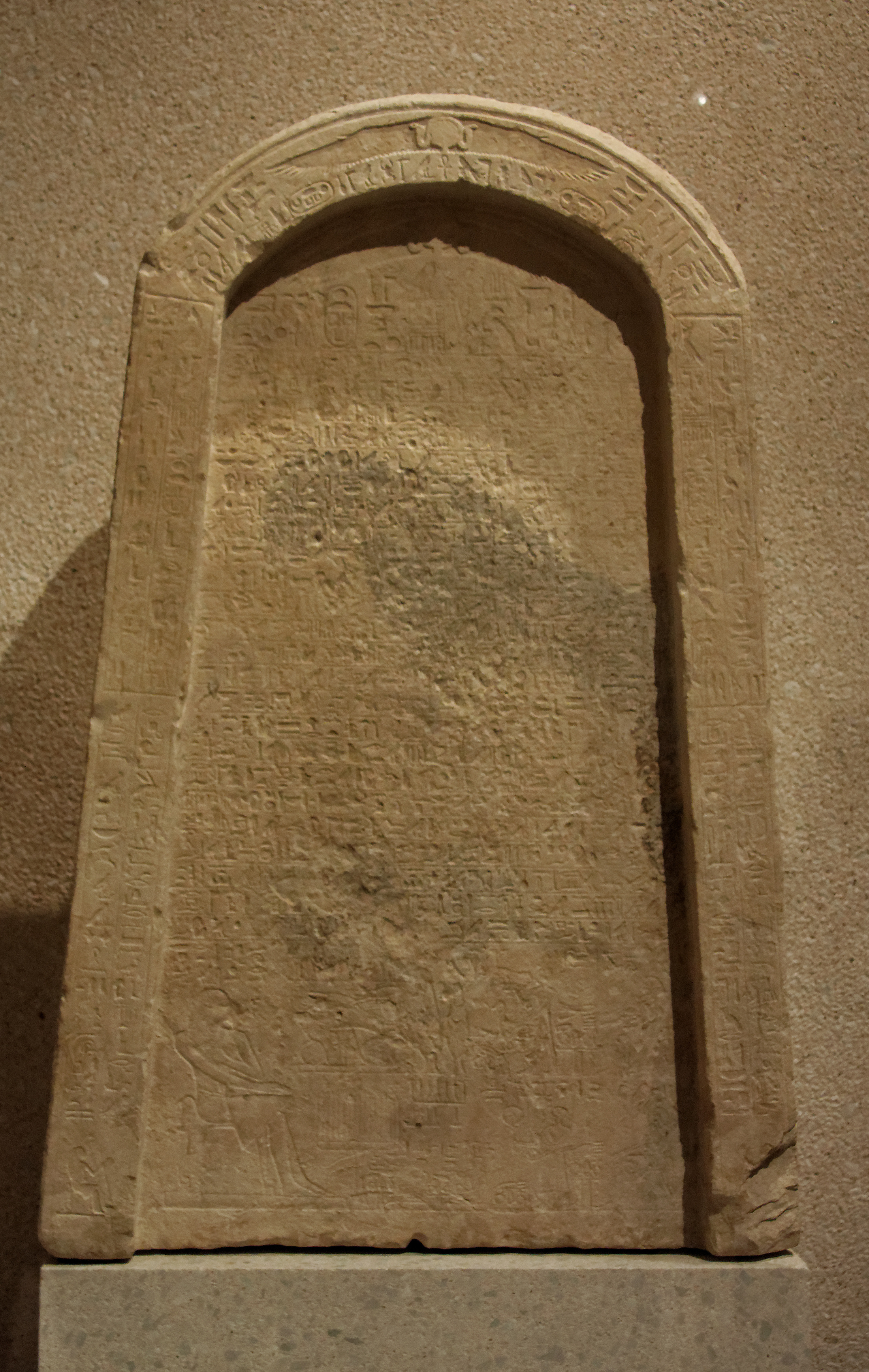
Estela d'Ikhernofret

L'Estela d'Ikhernofret (Museu Egipci de Berlín ref. 1204) és una estela notable de l'Antic Egipte datada de l'Imperi Mitjà: destaca per la seua acurada descripció de com es realitzaven els misteris del déu Osiris a Abidos. Té una alçada de 100 cm i és feta en pedra calcària. Osiris es representa dempeus sota un disc solar alat de cara a Senusret III (c. 1874-1829 abans de la nostra era). El text es troba sota Osiris en vint-i-quatre línies horitzontals. Sota el text, Ikhernofret, tresorer de la Dinastia XII d'Egipte amb el faraó Senusret III, està representat en una taula d'ofrenes amb la seua família. Els rituals celebraven la reialesa, i la mort i la resurrecció del déu.
Explica que Ikhernofret és considerat un estimat «fill adoptiu» del rei i que ha estat nomenat «Company del Rei» als vint-i-sis anys. El rei el va enviar a Abidos per a organitzar uns actes festius en honor del pare dels reis «Osiris, senyor dels occidentals» (els egipcis anomenaven "occidentals" als difunts.).
L'estela explica que les festes es van celebrar en quatre parts principals:
- La processó d'Upuaut, «qui obri els camins». La divinitat és ací una manifestació del triomfant Horus que acudeix en ajut del seu pare Osiris contra els enemics partidaris de Seth. Els enemics són aixafats simbòlicament en un ritual màgic en què les estatuetes de cera i els gerros que els representen són colpejats i destrossats.
- La processó de la barca Neshmet: gran processó del funeral del déu Osiris. L'estàtua del déu, a la barca, surt del temple cap a la necròpoli.
- La festa d'Haker, la nit d'Horus el combatent. Aquesta nit correspon al culte fúnebre de la nit del juí dels morts quan es ritualitza en les vigílies nocturnes.
- La processó al Temple d'Osiris. Aquest és el darrer acte de la festa, amb el retorn triomfal de l'estàtua d'Osiris al temple, legitimat i ressuscitat.